# Zeven wonderen van Portugal
De zeven wonderen van Portugal is een verzameling, samengesteld in opdracht van het Ministerie van Cultuur van Portugal van zeven nationale monumenten die het nationaal erfgoed van de Portugese architectuur het best weergeven. De keuze werd gemaakt uit een lijst van 794 nationale monumenten, waaruit in de eerste selectieronden 77 monumenten werden gekozen. Daarna werd een nieuwe ronde gehouden waarbij door een groep deskundigen 21 finalisten uitgekozen. Vanaf 7 september 2006 kon het Portugese volk gedurende zeven maanden stemmen op de zeven beste monumenten. Op 7 juli 2007 werden de zeven wonderen van Portugal bekendgemaakt in het stadion van Benfica.

## De zeven wonderen van Portugal
| Monument              | Bouwstijl                                              | In opdracht van                                                             | Functie                         | Plaats    | Constructie                          | Afbeelding |
| --------------------- | ------------------------------------------------------ | --------------------------------------------------------------------------- | ------------------------------- | --------- | ------------------------------------ | ---------- |
| Kasteel van Guimarães | Romaans                                                | Onbekend                                                                    | Kasteel                         | Guimarães | Vóór 958                             |            |
| Kasteel van Óbidos    | Romaans Na aanpassingen ook gotisch, manuelijns, barok | Sancho I van Portugal                                                       | Kasteel                         | Óbidos    | 1195                                 |            |
| Klooster van Alcobaça | Gotisch                                                | De Cisterciënzers                                                           | Cisterziënzenklooster           | Alcobaça  | 1152 - 1178                          |            |
| Klooster van Batalha  | Gotisch, manuelijns                                    | Johan I van Portugal                                                        | Dominicanenklooster             | Batalha   | 1386 - ±1517                         |            |
| Hiëronymietenklooster | Manuelijns                                             | Emanuel I van Portugal                                                      | Hiëronymietenklooster           | Lissabon  | 1502 - 1544                          |            |
| Toren van Belém       | Manuelijns                                             | Johan II van Portugal (bouw gestart tijdens de regeerperiode van Emanuel I) | Verdedigingstoren voor Lissabon | Lissabon  | 1514 - 1520                          |            |
| Paleis van Pena       | Romantisch                                             | Oorspronkelijk Johan II Heropgebouwd door Ferdinand II van Portugal         | Klooster Koninklijk paleis      | Sintra    | Eind 15e eeuw Heropbouw: 1842 - 1854 |            |